# Jean Itard
Jean Marc Gaspard Itard (* 24. April 1774 in Oraison, Alpes-de-Haute-Provence; † 5. Juli 1838 in Paris-Passy) war ein französischer Arzt, Otologe und Taubstummenlehrer.

## Leben

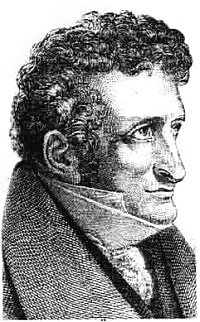
Der französische Arzt und Taubstummenlehrer Jean Itard (1774–1838)

Aus großbürgerlichen Verhältnissen stammend, arbeitete Itard zunächst bei einer Bank, bevor er begann Medizin zu studieren. Er operierte zunächst als Unterarzt am Militärhospitals von Soliers. 1796 wurde er zum Chirurgen des Militärhospitals Val-de-Grâce ernannt. Im Jahr 1800 übernahm er die Stelle eines Arztes am späteren Kaiserlichen Taubstummen-Institut in Paris. Noch im selben Jahr lernte er dort seinen berühmtesten Schüler kennen: Victor, den so genannten „Wilden von Aveyron“, ein wildes Kind von elf oder zwölf Jahren, das 1799 im Wald von Caune (Aveyron), völlig nackt und verwildert aufgegriffen worden war und dessen dramatisches Schicksal seinerzeit für großes öffentliches Aufsehen sorgte. In zwei berühmten Gutachten aus den Jahren 1801 und 1806 dokumentierte und rechtfertigte Itard seine mehrjährigen Unterrichts- und Erziehungsversuche. Als angesehener Arzt empfing Itard am Vormittag seine Privatpatienten und ging am Abend seiner Tätigkeit in der Taubstummenanstalt nach.
1821 wurde er Mitglied der Académie de Médicine. Ebenfalls 1821 veröffentlichte er seine Abhandlung über die Krankheiten des Ohres und des Gehörs (Traité des maladies de l’oreille et de l’audition, Paris), die ihn zum anerkannten Wegbereiter der Hals-Nasen-Ohrenheilkunde (Oto-Rhino-Laryngologie) machte. Durch seine pädagogische Arbeit mit Viktor sowie zahlreiche Abhandlungen zur Sprecherziehung und Unterrichtung Gehörloser galt Itard zugleich als ein Vorläufer der Gehörlosenpädagogik und der Geistigbehindertenpädagogik.
Die von Itard entwickelten Methoden und didaktischen Materialien wurden später von seinem Schüler Edouard Séguin zu einer vollständigen Erziehungslehre ausgearbeitet. Vermittelt und z. T. modifiziert durch das Werk von Maria Montessori erfreuen sich diese didaktischen Materialien, wie z. B. Steckbrettchen oder Einsatzzylinder, vor allem in Kindergärten sowie in Grund- und Förderschulen bis heute großer Beliebtheit.

## Werke
- Gutachten über die ersten Entwicklungen des Viktor von Aveyron (1801); in: Malson u. a. 1972, 114–163
- Bericht über die Weiterentwicklung des Viktor von Aveyron (1806/1807); in: Malson u. a. 1972, 164–220
- Traité des maladies de l'oreille et de l'audition (1821), 2 Bde.; (Méquignon Marvis) Paris
- Victor, das Wildkind vom Aveyron, mit Einl. u. Nachw. v. Jakob Lutz; (Rotapfel) Stuttgart 1967
- Lucien Malson, Jean Itard, Octave Mannoni: Die wilden Kinder; deutsch von Eva Moldenhauer; (Suhrkamp) Frankfurt a. M. 1972

## Rezeption in der Kunst
Der französische Kinofilm Der Wolfsjunge (L’enfant sauvage) des Regisseurs François Truffaut basiert auf Itards Beobachtungen von Victor von Aveyron. T. C. Boyles Erzählung Das wilde Kind (2010) schildert das Scheitern von Itards pädagogischen Bemühungen, den „Wolfsjungen“ in die Gesellschaft zu integrieren.